# Poétesses arabes médiévales

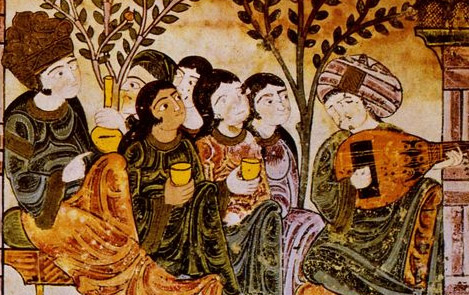
Histoire de Bayâd et Riyâd (« Hadîth Bayâd wa Riyâd »), manuscrit maghrebin ou andalous, Scène : Chant de luth dans un jardin pour une noble dame. Bibliothèque apostolique vaticane, Ms.Ar.368.

Dans les archives historiques, les poétesses arabes médiévales sont peu nombreuses par rapport au nombre de poètes masculins de langue arabe connus : il y a eu « une éclipse presque totale de l'expression poétique des femmes dans les archives littéraires telles que maintenues dans la culture arabe depuis l'époque pré-islamique jusqu'au XIXe siècle ».  Cependant, il existe des preuves que, par rapport à l'Europe médiévale, la poésie féminine dans le monde islamique médiéval était « sans précédent » en termes de « visibilité et d'impact ». En conséquence, depuis le début du XXIe siècle, les chercheurs ont souligné que la contribution des femmes à la littérature arabe nécessite une plus grande attention scientifique,,.

## Corpus survivant

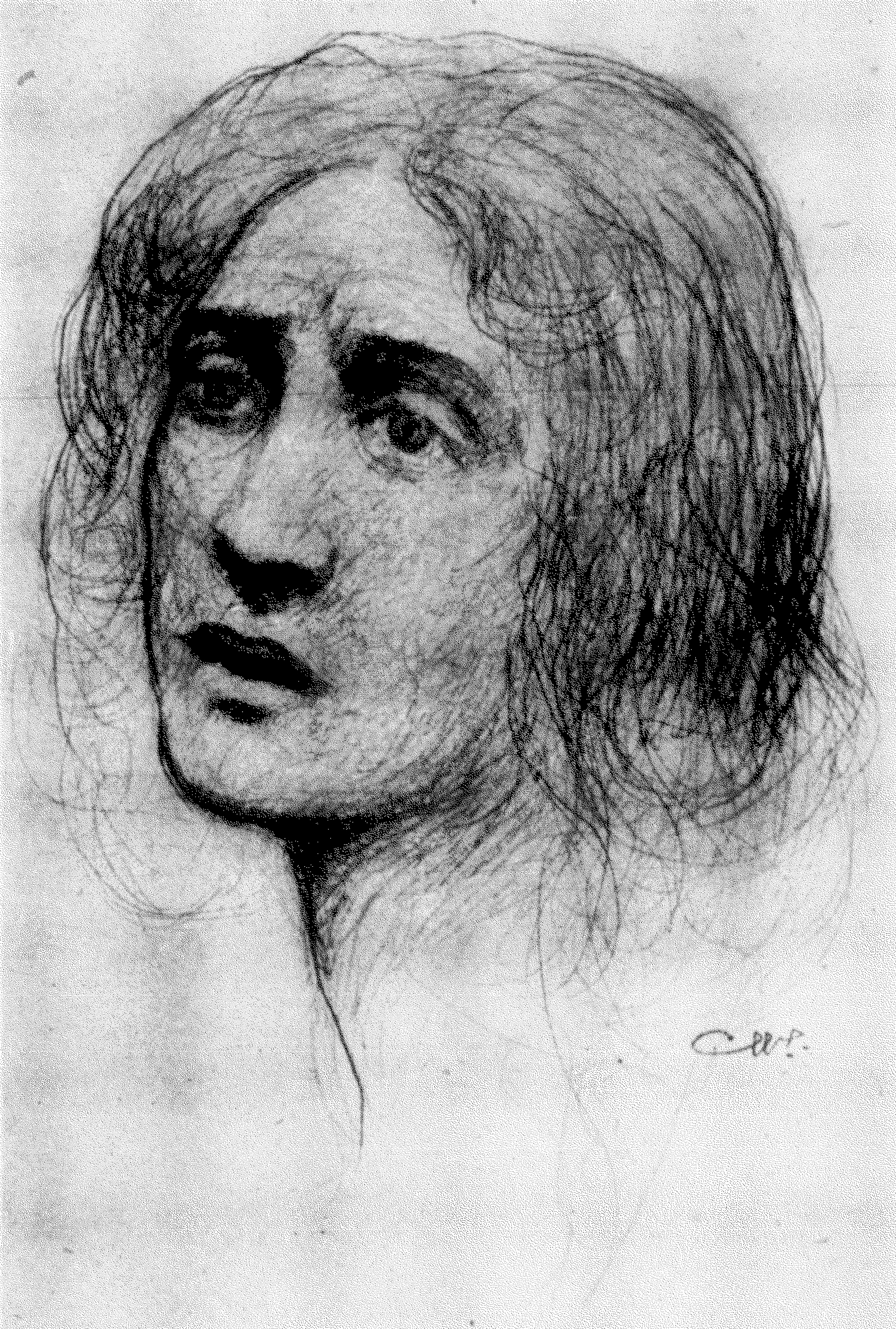
Al-H̠ansā’ (VIIe siècle) vue par le poète et peintre libanais Khalil Gibran (1917).

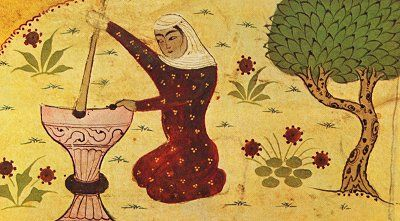
Rabia al Adawiyya (VIIIe siècle) représentée sur une miniature persane.

L'œuvre des poétesses médiévales de langue arabe n'a pas été préservée aussi largement que celle des hommes, mais un corpus substantiel subsiste néanmoins. Abd al-Amīr Muhannā nomme plus de quatre cents poétesses dans son anthologie. Le fait qu'une grande partie de la littérature écrite par des femmes était autrefois rassemblée par écrit mais qu'elle a depuis été perdue est suggéré en particulier par le fait que Nuzhat al-julasāʼ fī ashʻār al-nisāʼ d'al-Suyuti au XVe siècle mentionne une grande anthologie (six volumes ou plus) appelée Akhbar al-Nisa' al-Shau'a'ir contenant de la poésie féminine « ancienne », rassemblée par un certain Ibn al-Tarrah. Il reste cependant quelques anthologies médiévales qui contiennent de la poésie féminine, y compris des recueils d'Al-Jahiz, d'Abu Tammam, d'Abu al-Faraj al-Isfahani, et d'Ibn Bassam, ainsi que des historiens citant la poésie féminine comme Tabari, Yaqut al -Hamawi, et Ibn Asakir.
La poésie féminine médiévale en arabe comprend deux genres principaux : le rithā' (élégie) et le ghazal (chanson d'amour), ainsi qu'un plus petit ensemble de poèmes soufis et de courtes pièces de moindre statut appelées rajaz. Un corpus important comprend des poèmes de qiyan, des femmes qui étaient des esclaves hautement qualifiées dans les arts du divertissement, souvent éduquées dans les villes de Bassorah, Taëf et Médine.  La poésie féminine est particulièrement bien attestée à partir d'Al-Andalus. 
Selon Samer M. Ali,

« Rétrospectivement, nous pouvons discerner quatre types de personnalités qui se chevauchent pour les poétesses du Moyen Âge : la mère/sœur/fille en deuil (Al-H̠ansā’, al-Khirniq bint Badr et al-Fāriʿah bint Shaddād), la guerrière-diplomate (al-Hujayjah), la princesse (al-Ḥurqah, Ulayya bint al-Mahdi, et Wallada bint al-Mustakfi) et la courtisane-ascète (Arib al-Ma'muniyya, Shāriyah, et Rabia al Adawiyya). La biographie de Rābiʿah en particulier projette un personnage paradoxal qui incarne les opposés complémentaires de la sexualité et de la sainteté. »

Alors que la plupart des poétesses médiévales arabophones étaient musulmanes, sur les trois poètes juives médiévales probables dont l'œuvre a survécu, deux composaient en arabe : Qasmūna bint Ismāʿil  et Sarah du Yémen du VIe siècle (la troisième poétesse de langue hébraïque étant l'épouse anonyme de Dunash ben Labrat), .

## Anthologies et études

### Anthologies
- (en) Classical Poems by Arab Women: A Bilingual Anthology  (ed. and trans. by Abdullah al-Udhari), London, Saqi Books, 1999 (ISBN 9780863560477)
- Dīwān de las poetisas de al-Andalus, éd. de Teresa Garulo (Madrid 1986)
- Poesía femenina hispanoárabe, éd. et trans. de María Jesús Rubiera Mata (Madrid 1990)
- Nisāʾ min al-Andalus, éd. par Aḥmad Khalīl Jum'ah (Damas : al-Yamāmah lil-Ṭibā'ah wa-al-Nashr wa-al-Tawzī', 2001) [نسـاء من الأندلس, أحمد خليل جمعة].
- Rubiera Máta, María Jesús, Poesía feminina hispanoárabe (Madrid : Castalia, 1989)
- We Wrote in Symbols: Love and Lust by Arab Women Writers, éd. de Selma Dabbagh (Londres : Saqi Books, 2021), (ISBN 9780863563973)
- Ibn al-Sāʿī, Consorts of the Califes: Women and the Court of Bagdad, éd. et trans. par Shawkat M. Toorawa, Bibliothèque de littérature arabe (New York : New York University Press, 2017), (ISBN 9781479866793), texte arabe

### Études
- Hammond, Marlé, Beyond Elegy : Classical Arabic Women's Poetry in Context (Oxford : Oxford University Press, 2010), (ISBN 9780197264720)
- Myrne, Pernilla, Female Sexuality in the Early Medieval Islamic World: Gender and Sex in Arabic Literature, The Early and Medieval Islamic World (London: I. B. Tauris, 2020) (ISBN 9781838605018)

## Poétesses connues
La liste suivante de femmes poètes connues est basée sur (mais sans s'y limiter) les poèmes classiques par des femmes arabes d'Abdullah al-Udhari. Elle n'est pas complète.

### Jahilayya (-4000-622)
- Mahd al-Aadiyya (en arabe : مَهد العادية, vers 4000 avant notre ère)[12]
- Abbad » Afira bint (en arabe : عَفِيرة بنت عَبََّاد, vers 300)
- Laila bint Lukaiz (en arabe : لَيْلَى بنت لُكِيْز, morte en 483)
- Jalila bint Murra (en arabe : جليلة بنتُ مُرَّة, morte en 540)
- Umama bint Kulaib (en arabe : أُمَامَة بنت كُلَيْب, vers 500-600)
- al-Ḥujayjah, alias Safiyah bint al-Tha'labah Shaybānīyah (en arabe : صفية بنت ثعلبة الشيبانية, vers 500-600)
- Al-Hurqah (en arabe : الحُرقة, vers 500-600)
- Zarka al-Yamama (en arabe : زرقاء اليمامة, fl. Ve siècle)
- Safiyya bint Khalid al-Bahiliyya (en arabe : صفية بنت خالد الباهلية)
- Juhaifa Addibabiyya (en arabe : جُحَيْفَة الضَّبَابية)
- Umm Khalid Annumairiyya (en arabe : أُمُّ خَالد النُّمَيْريّة)
- Ishraqa al-Muharibiyya (en arabe : عِشْرَقة المحاربية)
- Oumm Djémil bint Harb (en arabe : أم جميل بنت حرب, vers 600-700)
- Hind bint al-Khuss al-Iyādiyya (en arabe : هند بنت الخس الإيادية, légendaire, soi-disant vers 600-700)
- Hind bint 'Utba (en arabe : هند بنت عتبة, 584-635)
- Qutayla ukht al-Nadr (en arabe : قُتيلة أخت النضر, VIIe siècle)
- Umm al-Addahak Muheribiyya (en arabe : أم الضحّاك المحاربية)
- Janūb Ukht « Amr Dhi-l-Kalb (en arabe : جنوب أخت عمرو ذي الكلب النهدي)
- al-Fāri'ah bint Shaddad (en arabe : الفارعة بنت شداد)
- Al-H̠ansā’ (en arabe : الخنساء, VIIe siècle)
- Sarah du Yémen (en arabe : سارة, VIe siècle)

### Période de Mahomet (622-661)
- Fatima bint Muhammad (en arabe : فاطمة بنت محمد, 605-632)
- 'Amra bint Mardas (en arabe : عمرة بنت مرداس). Fille d'al-Hansa[13]
- Atika bint Zayd en arabe : عاتكة بنت زيد, m. 660)

### Période Omeyyade (661-750)
- Laila bint al-Aamiriyya Sa`d (en arabe : ليلى بنت سعد العامرية, morte en 668)
- Maisūn bint Jandal (en arabe : ميسون بنت بَحْدل, vers le VIIe siècle)
- Ḥumayda bint Nu'mān ibn Bashir (VIIe siècle)
- Laila al-Akhyaliyya (en arabe : ليلى الأخيلية, morte vers 694-709)
- Dahna bint Mas-hal (en arabe : الدهناء بنت مسحل, vers les VIIe-VIIIe siècles)
- Bint al-Hubab (en arabe : ابنة الحباب)
- Umm al-Ward al-Ajlaniyya (en arabe : اُم الورد العجلانية)
- Umaima Addumainiyya (en arabe : اُميمة الدمَيْنِيَّة, VIIIe siècle)

### Période Abbasside (750-1258)
- Hajna bint Nusaib (en arabe : الحجناء بنت نصيب, vers les VIIIe-IXe siècles)
- Rabia al-Adwiyya (en arabe : رابعة العدوية, 714-801)
- Laila bint Tarif (en arabe : لَيلْى بنت طريف, morte en 815)
- 'Ulayya bint al-Mahdi (en arabe : عُلَيّة بنت المهدي, 777-825)
- Lubana bint Ali ibn al-Mahdi (en) (en arabe : لُبَانَة بنت علي بن المهدي, vers les VIIIe-IXe siècles)
- Inan (en arabe : عِنان, morte en 841)
- 'Asiya al-Baghdadiyya (en arabe : آسِيَة البغداديّة, vers le IXe siècle)
- Zahra al-Kilabiyya (en arabe : زهَرْاء الكِلابية, vers les VIIIe-IXe siècles)
- Aa'isha bint al-Mu'tasim (en arabe : عائشة بنت المعتصم, vers les VIIIe-IXe siècles)
- Shariyah (en arabe : شارِية, vers 815-70)
- Fadl Ashsha'ira  en arabe : فضل الشاعرة, morte en 871)
- Zabba bint Umair ibn al-Muwarriq (en arabe : الزباء بنت عُمَير بن المُورَّق, vers le IXe siècle)
- Juml (en arabe : جُمل, IXe siècle)
- Fatima al-Suqutriyya (en arabe : فاطمة السقطرية, IXe siècle)
- Umm Ja'far bint Ali (en arabe : اُم جعفر بنت علي)
- Arib al-Ma'muniyya (en arabe : عَرِيب المأمونية, 797-890)
- Thawab bint Abdullah al-Hanzaliyya (en arabe : ثواب بنت عبد اللّه الحنظلية)
- Salma bint al-Qaratisi (en arabe : سلمى بنت القراطيسي, vers le XIIe siècle)
- Safiyya al-Baghdadiyya (en arabe : صفية البغدادية, vers le XIIe siècle)
- Taqiyya Umm Ali bint Ghaith ibn Ali al-Armanazi (alias Sitt al-Ni'm, en arabe : تقية أم علي, 1111-1183/4)
- Shamsa al-mawsiliyya (en arabe : شَمْسَة المَوْصِلِيّة, XIIIe siècle)

### Période andalouse (711-1492)
- Aziz (cour d'Al-Hakam I, début IXe siècle)[14]
- Hafsa bint Hamdun (en arabe : حفصة بنت حمدون, Xe siècle)
- Aa'isha bint Ahmad al-Qurtubiyya (en arabe : عائشة بنت أحمد القر طبية, morte en 1010)
- Mariam bint Abu Yaqub Ashshilbi (en arabe : مريم بنت أبي يعقوب الشَّلْبي, morte en 1020)
- Umm al-Kiram bin al-Mu'tasim ibn Sumadih (en arabe : أم الكر ام المعتصم بن صُمادح, morte en 1050)
- Umm al-Ala bint Yusuf (en arabe : أم العلاء بنت يوسف, morte en 1050)
- Khadija bint Ahmad ibn al-Kalsoum Mu'afiri (en arabe : خديجة بنت أحمد بن كُلثوم المُعافرِيّ, Xe-XIe siècles)
- Al-Ghassaniyya al-Bajjaniyya (en arabe : الغسَّانية البجانية, Xe-XIe siècles)
- Qasmuna bint Isma'il (en arabe : قسمونة بنت إسماعيل, XIe siècle)
- Wallada (en arabe : وَلاَّدة بنت المستكفي, morte en 1091)
- Umm al-Fath bint Jafar (XIe siècle), autrice du livre perdu Kitab fi qiyan al-Andalus (Le livre du Qiyan d'al-Andalus)[15]
- Souada (XIe siècle)[16]
- I'timad Arrumaimikiyya (en arabe : أعتماد الرميكية, née vers 1045-47)
- Muhja bint al-Attayyani Qurtubiyya (en arabe : مهجة بنت التيابي القرطبية, morte en 1097)
- Nazhun al-Gharnatiyya (en arabe : نز هون الغرْناطية, morte en 1100)
- Zaynab al-Mariyya (XIe-XIIIe siècles)
- Amat al-Aziz (en arabe : أمة العزيز, XIIe siècle)
- Buthaina bint al-Mu'tamid ibn Abbad (en arabe : بثينة بنت المعتمد بن عباد, 1070–?)
- Hind (en arabe : هند, XIIe siècle)
- Umm al-Hana bint Abdulhaqq ibn Atiyya (en arabe : أم الهناء بنت عبد الحق بن عطية, XIIe siècle)
- Hafsa bint al-Hayy al-Rakuniyya (en arabe : حفصة بنت الحاج الركونية, morte en 1190)
- Ashshilbiyya (en arabe : الشلبية, XIIe siècle)
- Aa'isha al-Iskandraniyya (en arabe : عائشة الإسكندرانية)
- Hamda bint Ziyad (en arabe : حمدة بنت زياد, vers 1204)
- Umm Assa'd bint Isam al-Himyari (en arabe : أم السعد بنت عصام الحميري, morte en 1243)